# Božo Benedik
Božo Benedik, slovenski turistični delavec, * 14. september 1916, Šentvid pri Ljubljani, † 5. april 2004, Bled.

## Odlikovanja in nagrade
Oče mu je bil zdravnik Janko, mati mu je bila Marija (roj. Vidmar). Leta 1996 je prejel častni znak svobode Republike Slovenije z naslednjo utemeljitvijo: »za zasluge pri pospeševanju turizma na osnovi požrtvovalnega ljubiteljstva in za drugo pomembno delo v dobro Sloveniji«.